# Lunulaire
Lunularia cruciata
Espèce
La Lunulaire, Lunularia cruciata, est une espèce végétale d'hépatiques (ou de marchantiophytes) de la classe des hépatiques à thalles. On peut la trouver sur des pelouses, le sol humide, un bord de ruisseau, des pots issus de la filière horticole. Son nom provient de ses corbeilles à propagules en demi-lune.